# 김자향
김자향(金子香, 1919년 ~ 2017년 12월 7일)은 대한민국의 의사이다. 본관은 김해이다. 낭산 김준연의 둘째 딸로, 전라남도 영암에서 태어났다.
1938년에 개교한 경성여자의학전문학교(현, 고려대학교 의과대학)를 제1회로 졸업(1944년)하고, 1946년 서울 남창동에 대동의원(大東醫院)을 개업하였다. 2005년 5월 18일 고려대학교 의과대학에 의학발전기금으로 1,000만원을 기부하였다.

## 같이 보기
- 김준연
- 영암군
- 고려대학교
- 김도연
- 장덕수

## 참고 자료
- 고려대학교 의료원[깨진 링크(과거 내용 찾기)]
- 대한민국 인사록
- 《동아일보》(1972.1.4.) 1면